# Ellenborough Falls
Ellenborough Falls är ett vattenfall i Australien. Det ligger i delstaten New South Wales, i den sydöstra delen av landet, omkring 270 kilometer norr om delstatshuvudstaden Sydney.
Runt Ellenborough Falls är det glesbefolkat, med 14 invånare per kvadratkilometer.. Närmaste större samhälle är Comboyne, omkring 17 kilometer öster om Ellenborough Falls. 
I omgivningarna runt Ellenborough Falls växer i huvudsak städsegrön lövskog. Genomsnittlig årsnederbörd är 1 788 millimeter. Den regnigaste månaden är februari, med i genomsnitt 357 mm nederbörd, och den torraste är oktober, med 34 mm nederbörd.